# 感觉减退
感觉减退（英語：hypoesthesia）属一种感觉异常，表现为体感或感觉减弱，或者感受刺激的部位敏感性部分丧失，造成肢体肌肤局限性知觉障碍的表现，是多种医学病症的常见继发效应，俗称麻木（numbness）。“麻”指自觉肌肉内有如虫行感，按之不止；“木”指皮肤无痛痒感觉，按之不知。
感觉减退主要由神经损伤和血管阻塞引起，进而导致被阻塞血管相关组织缺血性损伤，可通过各种醫學影像研究进行检测。

## 參见
- 触觉缺失
- 感觉迟钝（英语：Dysesthesia）
- 感觉过敏（英语：Hyperesthesia）
- 感觉异常
- 雷诺氏综合征